# 高承祖
高承祖，渤海国官员，高氏。
渤海宣王大仁秀在位时，高承祖官至政堂省少卿。建兴七年（唐敬宗宝历元年、日本天長二年、825年）冬，奉宣王大仁秀之命出使日本，任大使，同行百人。十二月，至隐岐登陆。建兴八年（唐宝历二年、日本天長三年、826年）五月入平安京，淳和天皇授任他为正三位，并赐宴。他将释贞素带回的日本遣唐僧人灵仙之遗物转交给日本。同年夏，返回渤海国。